# 聖母大學
湖畔聖母大學，通称聖母大學，简称圣母（英語：Notre Dame），是一所位於美國印地安納州南本德東北市郊聖母鎮的私立天主教研究型大學，创建于1842年，是美国大学协会、大西洋沿岸联盟和大学研究协会成员。

## 历史
聖母大學在1842年由法國神父愛德華·索林的聖十字會所創立，是一所不受於教廷管轄的天主教大學。乃為一所文理兼顧的著名私立大學。「Notre Dame」是聖母之意。顧名思義，是一所羅馬天主教學校，其中大約七成的學生信奉天主教。愛德華索林于1842年創立了這所學校。
1952年至1987年間，西奧多·赫斯堡擔任校長期間對大學進行了重大改進，增加了大學的資源、學術項目和聲譽。
該大學於1972年首次招收女本科生。此後，該大學穩步發展，在接下來的兩位校長愛德華·馬洛（Edward Malloy）和約翰·傑金斯（John Jenkins）的領導下，完成了許多基礎設施和研究擴展。
2015年，大学与爱尔兰的凯尔莫尔修道院建立合作，次年开始大学的部分学生会在该修道院上课。2021財年末，其捐贈基金價值203億美元，是美國大學中最大的捐贈基金之一。
2023年，圣母大学加入美国大学协会，成为印第安纳州继印第安纳大学（1909年）、普渡大学（1958年）之后的第三所成员院校。

## 学术
聖母大學的一萬多名學生來自美國各地和世界100多個國家。該大學由七所學院（文學院、全球事务學院、法學院、商學院、工學院、建築學院、理學院）和研究生院組成，研究生課程包括50多個碩士、博士和專業學位，包括聖母法學院和與印第安納大學醫學院聯合提供的醫學士哲學博士雙學位課程。該大學提供超過50年的海外學習課程和超過15個暑期課程。
一些學科具有很強的科研學術實力，尤以其大學部見長，政治學、社會學、政治經濟學、經濟倫理學、邏輯學、商學、會計學、歷史、哲學、英語和醫學等在相應領域有較大的影響力。聖母大學神學系是美國神學研究的重要場所之一，有100餘名教職人員，主要針對羅馬天主教進行教學及研究。
法學院和商學院研究所都位于国内前列。商學院規模較大，有2300名學生，包括會計學、金融、管理學、信息系統、會計學碩士、非营利組織管理學以及市場學，EMBA世界排名第20名。建築學院以教授新古典主義建築和年度頒發的德里豪斯建築獎而聞名。
大學另設有數百個研究所和實驗室，著名的有輻射實驗室、國際事務研究所、費米國家加速度實驗室、材料科學實驗室、人類學研究中心、當代社會研究中心以及城市研究所等科研機構。聖母大學首創了滑翔機，在空氣動力學、無線電通訊、合成材料及納米技術等研究領域全美領先。

## 设施
该校維護著一個由圖書館、文化場所、藝術和科學博物館組成的系統，包括赫斯堡圖書館和斯奈特藝術博物館。該大學的8,000名本科生中的大多數住在校園內33個宿舍樓之一，每個宿舍樓都有自己的傳統、遺產、活動和校內運動隊。

## 校園
聖母大學校園佔地1,261英畝（510公頃），內有兩個澄清的湖泊和一大片森林。校內裡有超過200多幢建築物，其中不乏世界知名的建築，如金圓頂大樓、聖心羅馬大教堂，以及外觀繪有基督故事壁畫的海斯伯格圖書館。大學建築多為古典的校園哥德式建築風格。校園內建築分散，皆都隱藏在高大的雪松及紅葉樹之中。龐大的聖母大學體育館可容納10萬名觀眾，還有可供比賽用的高爾夫球場。

位於聖母大學主要行政大樓的哥倫布壁畫在1990年代起因其歷史上的錯誤，及美化哥倫布的形象而引起爭議。在2019年，大學校長約翰·I·詹金斯宣布將覆蓋壁畫。
- Kresge法律圖書館內景
- 露德聖母朝聖地的複製品
- 圣心教堂和金圓頂
- 從南邊看聖母大學
- 冬天的圓頂大堂
- 金圓頂大堂

## 排名
聖母大學被公認為是美國頂尖大學之一，在《美國新聞與世界報導》全美排名前二十名。2020年，在《美国新闻与世界报道》的最佳大学报告中，圣母大学在“最佳本科教学”中排名第11位，在“最佳价值”学校中排名第24位，在美国“国家級大学”中排名第15位。 该校在《美国新闻与世界报道》的2022年最佳大学排名报告中排名第19位。 《Newsweek》将其列为25所新常春藤盟校之一。
其商學院大學部在2016年被美國《商業周刊》評為全美第二。《美国新闻》将聖母大學门多萨商学院本科學院列为美国第12名。《哲学美食家报告》（Philosophical Gourmet Report）将圣母大学的研究生哲学课程列为全国第17名。

## 录取
聖母大學的入學競爭非常激烈。2022年秋季新生班從26,509名申請者中錄取了3,420人，錄取率為12.9%。招生班級學術水平繼續位列全國研究型大學前10-15名。在 2020 年的班級中，48%的學生在他們高中排名前1%，94%的學生在高中排名前 10%。 SAT分數中位數為1500，ACT分數中位數為34。該大學實行非限制性早期行動政策，允許被錄取的學生考慮進入聖母大學和任何其他接受他們的大學。 這個過程录取了9,683人中的1,675人（17%）。 錄取學生來自1311所高中，學生平均要走750多英里（1,210公里）才能到達聖母大學。 雖然所有入學的學生都從大學第一年開始學習，但26%的學生表示他們計劃學習文科或社會科學，21%為工程學，26%為商業，24%為科學，3%為建築。

## 体育

該大學的運動隊是NCAA第一級別的成員，統稱為愛爾蘭战士（Fighting Irish）。圣母大學以其橄欖球隊而聞名，這有助於其在20世紀初的國家舞台上嶄露頭角。這支球隊是一個沒有會議隸屬關係的獨立球隊，已經積累產生了了11個全國冠軍、7個海斯曼杯獲得者、62名大學橄欖球名人堂成員和13名職業橄欖球名人堂成員。聖母大學隊在其他運動的聯賽（主要是大西洋沿岸聯盟）中，已經積累了17次全國冠軍。“勝利進行曲”是最著名和最知名的大學格鬥歌曲之一。

## 知名校友
圣母大學有大約134,000名校友。
- 康多莉紮·賴斯，前美國國務卿。
- 艾瑞克·威斯喬斯，1995年諾貝爾生理學或醫學獎得主。
- 蕭強，美國麥克亞瑟“天才獎” 獲獎者，加州大學伯克利分校新聞研究所和資訊學院教授。
- 師昌緒，中國科學院、中國工程院、第三世界科學院院士，2010年中國國家最高科學技術獎獲得者。
- 鮑勃·麥克唐納，前任維吉尼亞州州長
- 奧斯汀·絲薇芙特，美國演員，泰勒絲的弟弟。
- 夏含夷，著名漢學家。
- 阮大仁，著名歷史學家。
- 尼可拉斯·史派克，著名作家。
- 詹姆斯·E·穆勒（英语：James E. Muller），國際防止核戰爭醫生組織創始人之一，1985年諾貝爾和平獎分享者。
- 尤利烏斯·紐蘭德，著名化學家。
- 何國柱，中國核子物理學家
- 埃斯內托·佩雷斯·巴厘亞達雷斯，巴拿馬前總統。
- 裴熙亮，摩根斯坦利公司前首席執行官。
- 布萊恩·莫尼漢，美洲銀行董事長兼首席執行官。
- 何塞·納波萊昂·杜阿爾特，薩爾瓦多前總統。
- 佩德羅·羅塞略，波多黎各第7任總督。
- 文斯·博里拉，著名籃球運動員。1948倫敦奧運金牌獲得者。
- 瑪麗埃爾·紮格尼斯，著名女子擊劍運動員。2次奧運金牌獲得者。
- 凱文·愛德華·菲利克斯，天主教聖露西亞籍司鐸級樞機,卡斯翠總教區榮休總主教。
- 祖·蒙坦拿，著名美式足球運動員，三次超級盃最有價值球員獲得者。
- 凱斯·謝林（英语：Keith Sherin），通用電氣公司前首席財務官，GE Capital首席執行官。
- 托尼·比爾（英语：Tony Bill），演員，導演和監製。憑藉影片騙中騙獲1973年奧斯卡最佳影片獎。
- 艾米·康尼·巴雷特，美國最高法院大法官
- 明居正，臺灣大學政治學系名譽教授，透視中國顧問公司首席研究員。
- 徐旭東，遠東集團 (臺灣)董事長
- 费利佩·阿吉，美国裔古巴人，CIA前官员。

## 外部連結
- 聖母大學（University of Notre Dame） （页面存档备份，存于）
- 聖母大學Fighting Irish運動隊
- 校園地圖 （页面存档备份，存于）